# 女子校生真菜の中出しGAME
『女子校生真菜の中出しGAME』（じょしこうせいまなのなかだしゲーム）は、2009年7月10日にsofthouse-sealより発売された18禁のパソコンゲーム（アダルトゲーム）ソフトである。

## 概要
2008年発売の『借金バニーの中出し繁盛記』に続き、同人サークル・劇団近未来が企画･制作を担当しsofthouse-sealより低価格商業タイトルとして発売された第2弾タイトルである。エンディングは2種類。

## ストーリー
主人公の青葉真菜は父親の所有する工場が経営難となり、融資の条件としてHAZE-INDUSTRY社長の息子との結婚を持ちかけられる。その社長の息子とは、真菜の担任で片思いの相手でもある土師斉だった。斉は真菜の真意を確かめること無く、自分の父親が決めた縁談を潰そうと真菜に持ちかけるが逆上した真菜は強引に斉を押し倒して処女を捧げてしまう。そして、斉に対して真菜は「危険日の前後1週間、毎日中出しを続け、妊娠しなければ諦めるが妊娠したら結婚して欲しい」と条件を持ちかけるが、真菜だけでなく化学教師の塩江由梨香も斉を狙っていた。

## 登場人物
青葉 真菜（あおば まな）
声 - ヒマリ
主人公。鶴ヶ谷学園の生徒で陸上部所属。
塩江 由梨香（しおえ ゆりか）
声 - 綾奈まりあ
鶴ヶ谷学園の化学教師。
土師 斉（はぜ ひろし）
鶴ヶ谷学園の保健教師。

## スタッフ
- 原画 - 濱田麻里
- シナリオ - 春日森